# Familie Lubbermans
De familie Lubbermans (Engels: Longbottom) is een familie van tovenaars uit de zevendelige boekenreeks van J.K. Rowling over de tovenaar Harry Potter.
De Familie Lubbermans is een van de weinige overgebleven volbloed tovenaarsfamilies.

## Grootmoeder
- Augusta Lubbermans

## Ouders
- Lies Lubbermans
- Frank Lubbermans

## Kind
- Marcel Lubbermans

## Aangetrouwde familie
- Hannah Albedil, is getrouwd met Marcel, dit vertelde Rowling in een interview.

## Andere familieleden

### Harfang Lubbermans
Op de door J.K. Rowling getekende Zwarts Stamboom, is Harfang Lubbermans (Engels: Harfang Longbottom) getrouwd met Callidora Zwarts, dochter van Arcturus Zwarts. Er is geen geboorte- of overlijdensdatum bekend, maar Callidora is in 1915 geboren en is volgens de stamboom nog steeds in leven (geen overlijdensdatum).

### Oudoom Alfred
Oudoom Alfred (Engels: Great Uncle Algie) probeerde Marcel als kind over te halen om zijn magische vermogen te laten zien. Hij heeft hem een keer in de pier van Blackpool geduwd en hem bijna laten verdrinken. Echter toen Alfred Marcel uit het raam hing en hem per ongeluk liet vallen bleek dat Marcel toch een tovenaar was. Hij stuiterde namelijk – dwars door de tuin de straat op.
Alfred heeft voor Marcel pad Willibrord gekocht en heeft voor zijn verjaardag voordat hij aan zijn vijfde schooljaar begint een Mimbulus Mimbeltonia gekocht.

### Oudtante Edna
Oudtante Edna (Engels: Great Aunt Enid) is wellicht getrouwd met oudoom Alfred.

### Marcels opa
Marcel vertelde Dorothea Omber tijdens de verzorging van fabeldierenles dat hij zijn opa heeft zien sterven. Dit kan Augusta’s man zijn geweest of zijn opa van zijn moeders kant.

## Stamboom van de familie
|                  |                  |                  |                  |                  |                  |  |  |                    |                    |                    |                    |                    |                    |  |  |                    |                    |                    |                    |                    |                    |                   |                   |                   |                   |                   |                   |                   |                   |                |                |                 |                 |                 |                 |                 |                 |
|                  |                  |                  |                  |                  |                  |  |  |                    |                    |                    |                    |                    |                    |  |  |                    |                    |                    |                    |                    |                    |                   |                   |                   |                   |                   |                   |                   |                   |                |                |                 |                 |                 |                 |                 |                 |
| Callidora Zwarts | Callidora Zwarts | Callidora Zwarts | Callidora Zwarts | Callidora Zwarts | Callidora Zwarts |  |  | Harfang Lubbermans | Harfang Lubbermans | Harfang Lubbermans | Harfang Lubbermans | Harfang Lubbermans | Harfang Lubbermans |  |  | Augusta Lubbermans | Augusta Lubbermans | Augusta Lubbermans | Augusta Lubbermans | Augusta Lubbermans | Augusta Lubbermans |                   |                   | Alfred Lubbermans | Alfred Lubbermans | Alfred Lubbermans | Alfred Lubbermans | Alfred Lubbermans | Alfred Lubbermans |                |                | Edna Lubbermans | Edna Lubbermans | Edna Lubbermans | Edna Lubbermans | Edna Lubbermans | Edna Lubbermans |
| Callidora Zwarts | Callidora Zwarts | Callidora Zwarts | Callidora Zwarts | Callidora Zwarts | Callidora Zwarts |  |  | Harfang Lubbermans | Harfang Lubbermans | Harfang Lubbermans | Harfang Lubbermans | Harfang Lubbermans | Harfang Lubbermans |  |  | Augusta Lubbermans | Augusta Lubbermans | Augusta Lubbermans | Augusta Lubbermans | Augusta Lubbermans | Augusta Lubbermans |                   |                   | Alfred Lubbermans | Alfred Lubbermans | Alfred Lubbermans | Alfred Lubbermans | Alfred Lubbermans | Alfred Lubbermans |                |                | Edna Lubbermans | Edna Lubbermans | Edna Lubbermans | Edna Lubbermans | Edna Lubbermans | Edna Lubbermans |
|                  |                  |                  |                  |                  |                  |  |  |                    |                    |                    |                    |                    |                    |  |  |                    |                    |                    |                    |                    |                    |                   |                   |                   |                   |                   |                   |                   |                   |                |                |                 |                 |                 |                 |                 |                 |
|                  |                  |                  |                  |                  |                  |  |  |                    |                    |                    |                    |                    |                    |  |  | Frank Lubbermans   | Frank Lubbermans   | Frank Lubbermans   | Frank Lubbermans   | Frank Lubbermans   | Frank Lubbermans   |                   |                   | Lies Lubbermans   | Lies Lubbermans   | Lies Lubbermans   | Lies Lubbermans   | Lies Lubbermans   | Lies Lubbermans   |                |                |                 |                 |                 |                 |                 |                 |
|                  |                  |                  |                  |                  |                  |  |  |                    |                    |                    |                    |                    |                    |  |  | Frank Lubbermans   | Frank Lubbermans   | Frank Lubbermans   | Frank Lubbermans   | Frank Lubbermans   | Frank Lubbermans   |                   |                   | Lies Lubbermans   | Lies Lubbermans   | Lies Lubbermans   | Lies Lubbermans   | Lies Lubbermans   | Lies Lubbermans   |                |                |                 |                 |                 |                 |                 |                 |
|                  |                  |                  |                  |                  |                  |  |  |                    |                    |                    |                    |                    |                    |  |  |                    |                    |                    |                    |                    |                    |                   |                   |                   |                   |                   |                   |                   |                   |                |                |                 |                 |                 |                 |                 |                 |
|                  |                  |                  |                  |                  |                  |  |  |                    |                    |                    |                    |                    |                    |  |  |                    |                    |                    |                    | Marcel Lubbermans  | Marcel Lubbermans  | Marcel Lubbermans | Marcel Lubbermans | Marcel Lubbermans | Marcel Lubbermans |                   |                   | Hannah Albedil    | Hannah Albedil    | Hannah Albedil | Hannah Albedil | Hannah Albedil  | Hannah Albedil  |                 |                 |                 |                 |
|                  |                  |                  |                  |                  |                  |  |  |                    |                    |                    |                    |                    |                    |  |  |                    |                    |                    |                    | Marcel Lubbermans  | Marcel Lubbermans  | Marcel Lubbermans | Marcel Lubbermans | Marcel Lubbermans | Marcel Lubbermans |                   |                   | Hannah Albedil    | Hannah Albedil    | Hannah Albedil | Hannah Albedil | Hannah Albedil  | Hannah Albedil  |                 |                 |                 |                 |